# Danh sách loài thực vật C4
Trong thế giới tự nhiên hiện nay, các loài thực vật C4 có khoảng 8100 loài đã được biết đến thuộc 61 dòng tiến hóa riêng biệt trong 19 họ thực vật theo phân loại của APG IV. Những loài thực vật C4 nổi bật nhất bao gồm các loại cây ngô và mía nhưng cũng bao gồm cỏ dại và các loài cây xâm lấn. Các loài thực vật C4 có thể sống sót trong môi trường có ít khí CO2 hơn các loài thực vật C3, khí quyển thấp, ánh sáng cao, nhiệt độ cao, hạn hán và nhiễm mặn. Hiện nay, thực vật C4 chiếm khoảng 3% tổng số các loài thực vật nhưng chúng lại chiếm đến 23% tổng sản lượng trồng trọt chính trên toàn cầu vì nhiều loài được trồng để dùng làm thức ăn và nước uống cho con người và vật nuôi.

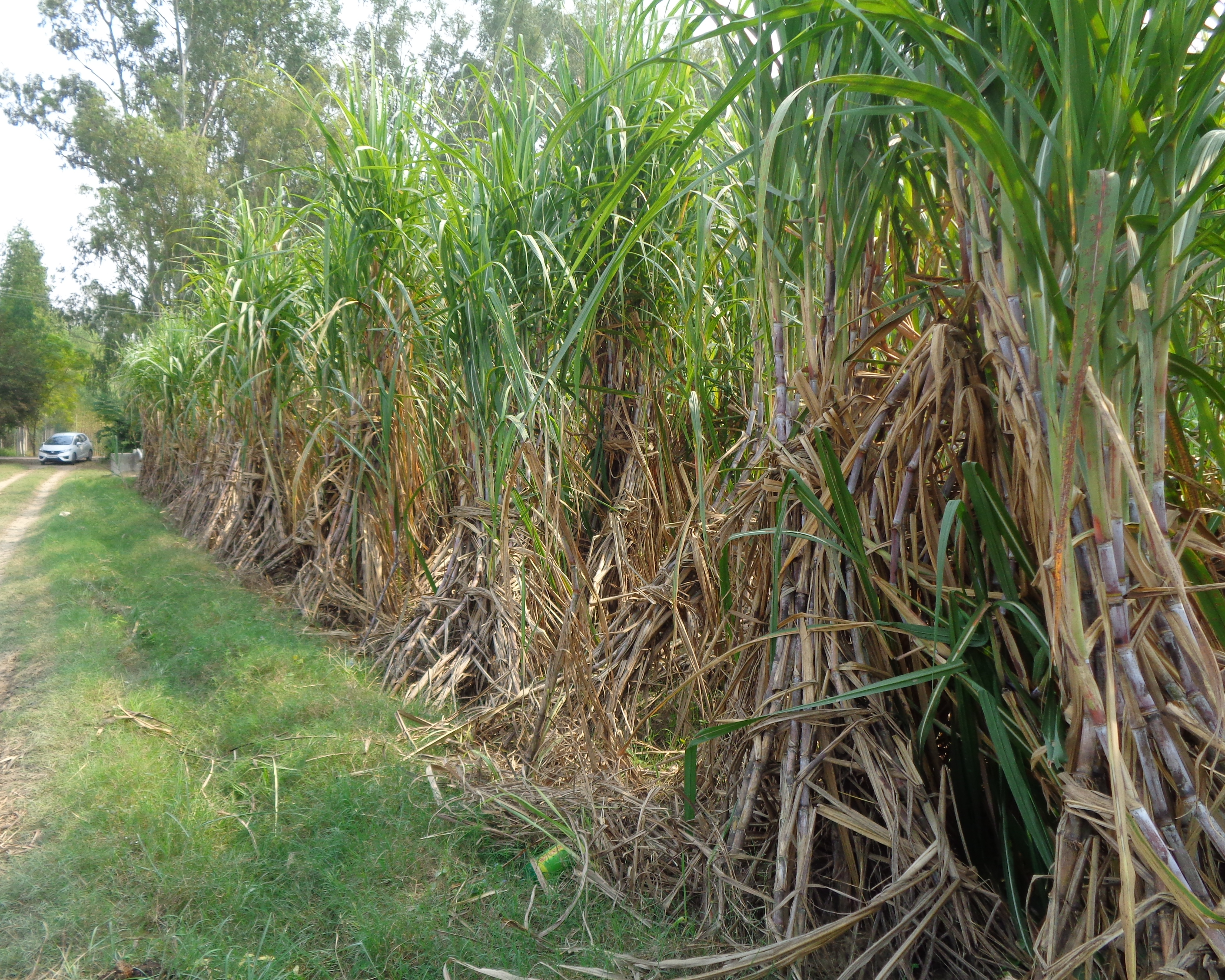
Cây mía là một loài thực vật C4 tiêu biểu.

## Danh sách
- Rau dền
- Cúc
- Cẩm chướng
- Mía
- Ngô
- Củ năng
- Cây Cói